# 志都岐山神社
志都岐山神社（しづきやまじんじゃ）は、山口県萩市、萩城跡指月公園に存在する神社。

## 概要
毛利元就、毛利隆元、毛利輝元、毛利敬親、毛利元徳の五柱を祭神として、初代から12代まで萩藩の歴代藩主を祀っている。
明治11年（1878年）、豊榮神社・野田神社より分社する形で、志都岐山神社が建てられることになった。
萩城の旧本丸跡に志都岐山神社が創建された際、総面積約20万㎡の境内が指月公園として整備された。